# Thomas Kessler (Fußballspieler)
Thomas Kessler (* 20. Januar 1986 in Köln-Holweide) ist ein ehemaliger deutscher Fußballspieler und heutiger Funktionär. Der Torwart stand zuletzt beim 1. FC Köln unter Vertrag und ist ehemaliger deutscher Nachwuchsnationalspieler. Heute ist er Sportdirektor des 1. FC Köln.

## Karriere
Thomas Kessler wechselte im Jahre 2000 von Grün-Weiß Brauweiler zum 1. FC Köln, bei dem er die Jugendmannschaften durchlief und seit 2004 insgesamt 19 Spiele in der Regionalliga und der Oberliga für die Zweite Mannschaft absolvierte.
Ab Jahresbeginn 2007 gehörte er dem Profikader der Kölner an. Er vertrat am 13. Mai 2007 im Zweitligaspiel gegen Kickers Offenbach den wegen eines Rippenbruches ausgefallenen Stefan Wessels und gab damit sein Debüt im Profifußball.
Auch im Folgenden letzten Saisonspiel beim 1. FC Kaiserslautern hütete Kessler das Tor des FC. Seine Vertragslaufzeit wurde bis zum 30. Juni 2013 verlängert, da er als potenzieller Nachfolger des Stammtorhüters Faryd Mondragón galt.
Zum 1. Juli 2010 wurde Kessler für zwei Jahre an den FC St. Pauli ausgeliehen. Als sich der Abstieg des FC St. Pauli abzeichnete, nutzte er eine Vertragsoption, die ihm einen Ausstieg aus dem Vertrag nach einem Jahr ermöglichte.
Anschließend wurde er zur Saison 2011/12 an den Bundesliga-Absteiger Eintracht Frankfurt weiterverliehen, bei dem er allerdings nach wenigen Spieltagen von Oka Nikolov als Stammtorwart verdrängt wurde.
Nach dem Wiederaufstieg der Frankfurter in die 1. Bundesliga kehrte Kessler zum in die 2. Bundesliga abgestiegenen 1. FC Köln zurück, dessen sportliche Leitung sich allerdings bereits weit vor Beginn der Saison 2012/13 auf den jungen Timo Horn als Stammtorwart festgelegt hatte.
Während der Bundesligasaison 2016/17 verletzte sich Horn. Kessler stand 13 Spiele in Folge im Tor der Kölner und war in einem der Spiele Mannschaftskapitän.
Sein Vertrag lief bis Juni 2020. Kessler hat die Option, im Anschluss an seine aktive Karriere erneut ein Arbeitsverhältnis mit dem 1. FC Köln einzugehen. Er begann im Anschluss seiner Karriere ein 24-monatiges Trainee-Programm. Parallel dazu ist er einer der ersten Absolventen des Zertifikatsprogramm „Management im Profifußball“. Nach der Trennung des 1. FC Kölns von Horst Heldt im Juni 2021, übernahm Thomas Kessler die Leitung der Lizenzspielerabteilung. Direkt im ersten Jahr gelang dem 1. FC Köln die Qualifikation für die UEFA Euro Conference League.
Ab April 2022 arbeitete Kessler unter dem Sport-Geschäftsführer Christian Keller. Nachdem sich der Verein Anfang Mai 2025 von diesem getrennt hatte, wurde Kessler unter dem verbleibenden Geschäftsführer Philipp Türoff zum Sportdirektor befördert.

## Erfolge
- 4 × Aufstieg in die Bundesliga: 2008, 2014, 2019 mit dem 1. FC Köln; 2012 mit Eintracht Frankfurt

- 1 × Aufstieg in die Regionalliga West: 2008 mit dem 1. FC Köln II